# Bojan Udovič
Bojan Udovič (* 22. Juli 1957 in Kranj; † 1. Juli 2015 in Trebnje) war ein jugoslawischer Radrennfahrer.

## Sportliche Laufbahn
Udovič stammt aus dem slowenischen Teil des Landes.
Er war Teilnehmer der Olympischen Sommerspiele 1980 in Moskau. Im olympischen Straßenrennen schied er aus. Im Mannschaftszeitfahren belegte er mit Bruno Bulić, Bojan Ropret und Vinko Polončič den 8. Platz.
1979 gewann er die Bronzemedaille im Mannschaftszeitfahren der Mittelmeerspiele. 1983 wurde er nationaler Meister im Straßenrennen vor Vlado Marn.
An der Internationalen Friedensfahrt nahm er 1982 teil und beendete das Rennen auf dem 80. Platz.